# 1939 en aéronautique
Chronologie de l'aéronautique
- 1935
- 1936
- 1937
- 1938
- 1939
- 1940
- 1941
- 1942
- 1943

Cet article présente les faits marquants de l'année 1939 en aéronautique.

## Événements

### Janvier
- Janvier : premier vol du chasseur japonais Nakajima Ki-43 Hayabusa.
- 5 janvier : premier vol du triplace de reconnaissance Bloch MB.174
- 12 janvier : premier vol du bombardier français Bloch MB.135.
- 19 janvier : Howard Hughes relie Los Angeles et New York en 7 heures et 28 minutes sur un « Hughes Special ».
- 27 janvier : premier vol du chasseur américain Lockheed P-38 Lightning.

### Février
- 20 février : premier vol du Douglas DC-5.
- 23 février : ouverture d'une liaison postale régulière entre Hong Kong et San Francisco.

### Mars
- 6 mars : un équipage italien effectue la liaison Rome - Addis-Abeba sans escale sur un Fiat Br-20L établissant un trajet record de 4 500 km à 390,97 km/h.
- 18 mars : le prototype du Boeing 307 Stratoliner s'écrase durant un vol de présentation à la compagnie KLM (10 tués).
- 26 mars : le Boeing 314 Yankee Clipper de la Pan American effectue sa première liaison transatlantique : Baltimore - Açores - Lisbonne - Marseille.
- 30 mars :
  - premier vol du Potez 670;
  - le capitaine Hans Dieterle établit un nouveau record du monde de vitesse à bord d'un Heinkel He 100V-8 en atteignant 746 km/h.

### Avril
- 1er avril :
  - premier vol du Messerschmitt Me 209;
  - premier vol du chasseur japonais Mitsubishi A6M Zero.
- 8 avril : premier vol du chasseur Bloch MB.153.
- 26 avril : Fritz Wendel signe le record de vitesse avec un Messerschmitt Me 209 : 755,138 km/h.
- 28 avril : un équipage soviétique relie Moscou au Nouveau-Brunswick, soit 8 000 km en 22 heures et 56 minutes.

### Mai
- 7 mai : premier vol du bombardier soviétique Petliakov Pe-2.
- 9 mai : un avion s'écrase sur la ville de Quito détruisant cinq immeubles. Miraculeusement, on ne dénombre que 25 morts.
- 11 mai : un équipage d'Air Afrique relie Paris et Brazzaville, soit 7 793 km en 36 heures et 59 minutes.
- 14 mai : premier vol du bombardier lourd Short Stirling, mais celui-ci s'écrase à l'atterrissage.
- 20 mai : première liaison postale régulière entre New York et Marseille.

### Juin
- 1er juin : premier vol du chasseur allemand Focke-Wulf Fw 190.

### Juillet
- 1er juillet : la compagnie américaine American Export Air Lines inaugure sa première liaison transatlantique.
- 15 juillet : l’hydravion Lieutenant-de-vaisseau-Paris réalise la première liaison Paris-États-Unis avec passagers en 28 h 30 min sans escale.
- 17 juillet : premier vol du chasseur de nuit britannique Bristol Beaufighter.
- 22 juillet : premier vol du bombardier français Bloch MB.134.
- 25 juillet : premier vol du bombardier britannique Avro Manchester.
- 25 juillet : première liaison aéropostale de nuit Paris-Marseille.
- 30 juillet : un équipage italien porte le record de distance en circuit fermé à 12 935 km sur un Savoia-Marchetti D-82PD.

### Août
- 13 août : premier vol de l'avion britannique Vickers Warwick.
- 26 août : début du grand raid japonais dit « Raid de l'amitié » qui s'achève le 17 octobre après un parcours de 53 000 km en 195 heures de vol.
- 27 août : premier vol d'un Heinkel He 178 équipé d'un turboréacteur.
- 30 août : inauguration de la liaison régulière entre les États-Unis et la Nouvelle-Zélande par la compagnie Pan American.

### Septembre
- 1er septembre : l'Allemagne envahit la Pologne avec des raids conduits par des Heinkel He 111, Dornier Do 17, Junkers Ju 87 et des Messerschmitt Bf 109 et Bf 110.
- 3 septembre : la France et le Royaume-Uni déclarent la guerre à l'Allemagne. L'armée de l'air française comprend alors 117 groupes et 17 escadrilles.
- 5 septembre : premier vol de l’avion de reconnaissance-bombardier léger ANBO VIII.
- 14 septembre : premier vol captif du Vought-Sikorsky 300.
- 24 septembre: premier vol du bombardier lourd britannique Handley Page Halifax.

### Octobre
- 23 octobre : premier vol du bombardier japonais Mitsubishi G4M.
- 24 octobre : premier service postal aérien France-États-Unis au départ de Marseille via les Açores.

### Novembre
- 19 novembre : premier vol du bombardier lourd allemand Heinkel He 177.
- 21 novembre : premier vol du bombardier lourd quadrimoteur italien Piaggio P108.
- 24 novembre : création de la compagnie aérienne British Overseas Airways Corporation, à partir de la fusion d'Imperial Airways et de British Airways Ltd.

### Décembre
- 3 décembre : 
  - les premiers pilotes polonais arrivent au Royaume-Uni.
  - Premier vol du triplace de reconnaissance Bloch MB.175 et du monoplace de chasse Bloch MB.155.
- 6 décembre : premier vol de l'avion d'entrainement Morane-Saulnier MS.435.
- 19 décembre : premier vol de l'avion de transport français Bloch MB.161, dénommé plus tard SE.161 Languedoc.
- 29 décembre : premier vol du bombardier américain Consolidated B-24 Liberator.
- 30 décembre : premier vol de la version blindée du chasseur Iliouchine Il-2 Sturmovik.